# Catherine Blaya
Pour les articles homonymes, voir Blaya.
Catherine Blaya est une pédagogue française.
Elle est professeure en sciences de l'éducation à l'université Côte d'Azur et chercheuse à l'URMIS.

## Carrière
Catherine Blaya a été Maître de conférences à l'IUFM d'Aquitaine, avant de devenir professeur en sciences de l'Éducation à l’IREDU (université de Bourgogne) puis à l'Université de Nice Sophia Antipolis. Elle a été en détachement comme professeur à l'UER de pédagogie spécialisée à la Haute école pédagogique de Lausanne où elle a dirigé le LASALE. Elle est rentrée en France pour diriger l'INSPE de l'académie de Nice jusqu'en 2021. Ses recherches portent sur des études comparatives quant aux problèmes de violence en milieu scolaire, la délinquance juvénile, le décrochage scolaire, la cyberviolence et  la haine sur Internet. Elle dirige les recherches françaises dans le cadre du groupe Eu Kids Online  et participe à de nombreux projets européens pour la prévention et l'intervention contre la cyberviolence et le cyberharcèlement.
Elle a présidé l'Observatoire international de la violence à l'école jusqu'en juin 2018 après avoir dirigé l'Observatoire européen de la violence en milieu scolaire créé en 1998 avec Eric Debarbieux. Elle est actuellement membre du comité de direction de l'Observatoire, situé à l'université de Séville et dirigé par la Professeure Rosario Del Rey et le Professeur Jonathan Cohen.
Elle fait partie du comité scientifique de l'association Prévenance.
Elle est mariée avec Éric Debarbieux, universitaire français connu pour ses travaux sur la violence à l'école et ses réflexions pédagogiques.

## Travaux
Elle participe régulièrement à des tables rondes sur ses sujets de recherche, par exemple « Cyberviolence : pratiques des jeunes et climat scolaire » en 2011 au Festival du film d'éducation d'Évreux.
Elle a expérimenté le programme de prévention contre le décrochage scolaire Trait d'Union du professeur Laurier Fortin (université de Sherbrooke) en France et l'a adapté au système français. Ce programme "(j')ADHERE", permet de prévenir au niveau des élèves (suivi individuel) et de l'environnement scolaire (climat scolaire) proposant ainsi une approche systémique. Il est actuellement mis en œuvre dans l'académie de Dijon (Montceau-les-Mines), le Var et les Alpes Maritimes.

## Œuvres
- Blaya, C. (2023). Le (cyber)harcèlement chez les jeunes - Guide pratique pour parents démunis, Bruxelles, Mardaga.
- Blaya, C. (2019).  Cyberhaine, les jeunes et la violence sur Internet. Editions Nouveaux Mondes, Paris.
- Blaya, C., Tièche-Cristinat, C., Angelucci, V. (2019). Continuité et alliances éducatives au coeur des dispositifs d’accrochage scolaire. Bruxelles, EME éditions.Smith, P.K., Sundaram, S., Spears, B.A., Blaya, C., Schäfer, M., and Sandhu, D. (eds.). (2018). Bullying, Cyberbullying and Student Well-Being in Schools. Comparing European, Australian and Indian Perspectives. Cambridge, Cambridge University Press.
- Baldry A., Blaya C., Farrington D.  (Eds.). (2018).  International Perspectives on Cyberbullying. Palgrave studies in Cybercrime and Cybersecurity. London, Palgrave MacMillan.
- Blaya C. Dalloz, M. (2016). Mon enfant est victime/auteur de harcèlement. Paris : Soubeyran.
- Les Ados dans le cyberespace - Prises de risque et cyberviolence (De Boeck, 2013)
- Décrochages scolaires - L'école en difficulté[3] (De Boeck, 2010)
- Violences et maltraitances en milieu scolaire[4] (Armand Colin, 2006)

Participations :
- Prévenir le (cyber)harcèlement en milieu scolaire (De Boeck, 2015)
- Répondre au décrochage scolaire - Expériences de terrain (De Boeck, 2014)
- Souffrances et violences à l'adolescence. Qu'en penser ? Que faire ? avec P.Baudry, X.Pommereau, M.Choquet et E.Debarbieux, ESF, 2000.
- Femmes et dictature : être chilienne sous Pinochet ; récits Par Catherine Blaya, Ingrid Araya Zottele (Esf Éditeur, 2000)  (ISBN 978-2710113782)

Une liste plus complète est disponible sur cairn.info.